# Charlie Bartlett
Charlie Bartlett é um filme de drama-comédia norte-americano dirigido por Jon Poll e lançado em 2007.
O filme conta a história de Charlie Bartlett, um jovem rico que, para se tornar popular, começa a dar conselhos terapêuticos e a prescrever medicamentos para o corpo discente em sua nova escola.

## Sinopse
Filho de uma deprimida, mas apaixonada mãe (Hope Davis) e de um pai que está cumprindo pena por sonegação de impostos, o rico adolescente Charlie Bartlett (Anton Yelchin), - depois de ser expulso de várias escolas privadas - se matricula em uma escola pública dirigida pelo amargurado e alcoólico diretor Nathan Gardner (Robert Downey Jr.). Incapaz de se adaptar a seus novos colegas, Charlie se alia ao malvado Murphy Bivens (Tyler Hilton) e oferece-lhe metade do lucro provenientes da venda de diversos medicamentos que Charlie passa a prescrever, que ele obtém fingindo sintomas físicos e emocionais durante sessões com psiquiatras diferentes.